# Witternheim
Witternheim – miejscowość i gmina we Francji, w regionie Grand Est, w departamencie Dolny Ren.
Według danych na rok 1990 gminę zamieszkiwało 386 osób, a gęstość zaludnienia wynosiła 77 osób/km² (wśród 903 gmin Alzacji Witternheim plasuje się na 537. miejscu pod względem liczby ludności, natomiast pod względem powierzchni na miejscu 488.).